# Biologisk ur
Det biologiske ur er en molekylær mekanisme der regulerer døgnrytmen hos de levende organismer. Mekanismen består af en række gener og deres genprodukter, proteiner, der indgår i et komplekst mønster af vekselvirkninger med bl.a. melatonin, andre hormoner og ydre lyspåvirkninger. For nylig er det også påvist at døgnrytmen kan ændres ved fysisk aktivitet.
Kronobiologerne Jeffrey C. Hall, Michael Rosbash og Michael W. Young er i 2017 blevet tildelt Nobelprisen i fysiologi eller medicin for deres opdagelser af molekylære mekanismer, der kontrollerer det biologiske ur.

## Gener og proteiner
I bananfluen:
- period genet, koder for PER  proteinet, der virker som feedback hæmmer af period genet over en 24-timers periode.

- timeless genet, koder for TIM proteinet, der binder sig til PER proteinet og danner en aktiv feedback hæmmer af transkriptionsfaktorerne CLOCK/CYCLE for period og timeless generne, hvilket resulterer et lavere niveau af PER og TIM proteinerne.

- CRY, cryptochrome er et lysfølsomt protein, der i lys hæmmer TIM proteinet.

- DBT, doubletime er et protein, der phosforylerer PER proteinet og medfører nedbrydning.

I pattedyr:
- tre PER proteiner, PER1, PER2 og PER3 forbinder sig med et af CRY proteinerne, CRY1 eller CRY2 til komplekset PER/CRY, der phosforyleres af CK1 epsilon, casein kinase 1 epsilon i cellekernen og hæmmer CLK/BMAL1, transkriptionsfaktoren for PER og CRYs promotorer.

## Funktioner
Mange biologiske funktioner i de multicellulære organismer kontrolleres eller påvirkes af det biologiske ur. Det sker på det molekylære plan gennem aktivering eller hæmning af gener, hvis genprodukter er vigtige komponenter i organismernes funktion som f.eks. søvn,  blodtryk, aktivitetsniveau, hormonniveau, kropstemperatur, immunfunktion og fordøjelse.

## Eksterne links og referencer
1. ↑  Changing The Time You Exercise Could Help You Cope With Jet Lag. IFLScience 2019 (Webside ikke længere tilgængelig)
2. ↑  The 2017 Nobel Prize in Physiology or Medicine
3. ↑  Nobelprisen i Medicin 2017 går til tre døgnrytmeforskere. Videnskab.dk